# Лескен (Северная Осетия)
Леске́н (осет. Лескен, исторически — Хутигъæу) — село в Ирафском районе Республики Северная Осетия — Алания. 
Образует муниципальное образование «Лескенское сельское поселение», как единственный населённый пункт в его составе.

## География
Селение Лескен расположено в северо-западной части Ирафского района, на левом берегу реки Лескен. Находится в 18 км к северо-западу от районного центра — Чикола и в 93 км к северо-западу от Владикавказа.
Площадь сельского поселения составляет 13,59 км2. Большую часть площади занимают сельскохозяйственные угодья, расположенные на надречной террасе. Сельское поселение находится на участке, вдающемся в территорию Кабардино-Балкарии.
Граничит с землями населённых пунктов: Ерокко на севере, Толдзгун на юго-востоке и Верхний Лескен на юго-западе.
Населённый пункт расположен в предгорной зоне республики. Рельеф местности преимущественно холмистый, а само село расположено в долине реки Лескен между двумя холмистыми массивами. К югу от села на правом берегу реки Лескен открывается широкая равнинная территория. Средние высоты сельского поселения составляют 778 метров над уровнем моря. Абсолютные высота достигают 1200 метров на юге сельского поселения.
Гидрографическая сеть представлена бассейном реки Лескен. К югу от села в него справа впадают реки Хазна и Даргом. На севере в него впадают реки Большой Касалкун и Малый Касалкун.
Климат влажный умеренный. Среднегодовая температура составляет около +8,5°С. Средняя температура самого холодного месяца (январь) составляет -3,5°С, самого тёплого месяца (июль) около +20°С. Зима сравнительно мягкая с небольшими морозами и наступает в середине декабря. В течение зимы наблюдаются частые оттепели. Среднее количество осадков в год составляет примерно 800 мм. Самыми дождливыми месяцами в году являются май, июнь и июль.

## История
Село Лескен основано около 1864 года, когда осетины-мусульмане из Дигорского ущелья предпочли переселиться ближе к единоверующим кабардинцам. Кабардинские князья Андзоровы продали им землю в долине реки Лескен за небольшую плату и на территорию нынешнего Лескена переселились осетины из Донифарского, Стур-Дигорского и Махческского обществ.
До образования Горской АССР, село Лескен с окрестными территориями продолжало числиться в составе Кабарды. Но затем был передан в состав Осетинского округа Горского автономного образования.

## Население
| 1970  | 2002  | 2010  | 2011  | 2012  | 2013  | 2014  |
| ----- | ----- | ----- | ----- | ----- | ----- | ----- |
| 3020  | ↘2364 | ↘2285 | ↗2286 | ↘2271 | ↘2243 | ↘2215 |
| 2015  | 2016  | 2017  | 2018  | 2019  | 2020  | 2021  |
| ↗2244 | ↘2224 | ↘2196 | ↘2158 | ↘2140 | ↘2123 | ↘1956 |
| 2023  | 2024  | 2025  |       |       |       |       |
| ↘1912 | ↘1881 | ↗1891 |       |       |       |       |

Плотность — 139.15 чел./км2.
Национальный состав
По данным Всероссийской переписи населения 2010 года.
| Народ   | Численность, чел. | Доля от всего населения, % |
| ------- | ----------------- | -------------------------- |
| осетины | 1 997             | 87,4 %                     |
| турки   | 117               | 5,1 %                      |
| курды   | 77                | 3,4 %                      |
| русские | 30                | 1,3 %                      |
| другие  | 64                | 2,8 %                      |
| всего   | 2 285             | 100 %                      |

## Экономика
Основные предприятия села:
- Совхоз имени Ленинского комсомола — продукция: мясо крупного рогатого скота, молоко, крупный рогатый скот, продукция плодоягодных культур, виноград.
- Частное предприятие «Весна» — пщевое производство. Производство какао-жира.
- ЗАО фирма «Север» — производство рабочей одежды.

## Инфраструктура
Образование
- Средняя школа «имени М. Х. Караева» — ул. Тубеева, 86.
- Дошкольное учреждение «Теремок» — ул. Ленина, 67.

Здравоохранение
- Участковая больница — ул. Караева, 7.

## Религия
По воспоминаниям старожилов села, в начале XX века в селе действовало три мечети, которые 1930-х годах, с началом атеистической политики в СССР были закрыты. До наших дней сохранилась только одна мечеть.
В конце 1980-х годов одна сохранившаяся мечеть вновь была открыта, однако вскоре из-за ветхости здания мечеть вновь была закрыта. В 2013 году, после нескольких лет реконструкций, мечеть села вновь была открыта.

## Памятники
В центре села стоит обелиск воинам-односельчанам, погибшим в годы Великой Отечественной войны.
Имеется Братская могила советских воинов, погибших в 1942 году, в боях с немецко-фашистскими захватчиками при освобождении села Лескен. Находится во дворе школы и признана выявленным объектом культурного наследия.

## Известные уроженцы
- Исаев Магомет Измайлович — российский языковед, специалист по иранистике, интерлингвистике и этнолингвистике, доктор филологических наук, профессор, действительный член РАЕН.
- Цорионти Резван Каурбекович — советский и российский композитор. Заслуженный деятель искусств Северной Осетии.

## Улицы
| Бетрозова          |
| Братьев Дзодзаевых |
| Дашиева            |
| Дзодзаева          |
| Караева            |
| Карла Маркса       |

| Колоева    |
| Ленина     |
| Мира       |
| Набережная |
| Советова   |
| Степная    |

| Тагаева   |
| Тубеева   |
| Хаева     |
| Хачирова  |
| Хидирова  |
| Цорионова |